# Ostrc
Ostrc (cyr. Острц) – wieś w Serbii, w okręgu jablanickim, w gminie Vlasotince. W 2011 roku liczyła 81 mieszkańców.